# Globoder
Globoder (en serbe cyrillique : Глободер) est une localité de Serbie située sur le territoire de la Ville de Kruševac, district de Rasina. Au recensement de 2011, elle comptait 1 369 habitants.
Globoder est officiellement classé parmi les villages de Serbie. 

## Démographie

### Évolution historique de la population
| 1948  | 1953  | 1961  | 1971  | 1981  | 1991  | 2002  | 2011  |
| ----- | ----- | ----- | ----- | ----- | ----- | ----- | ----- |
| 2 140 | 2 217 | 2 194 | 2 392 | 2 020 | 1 933 | 1 656 | 1 369 |

|  |